# 联合乡 (大安市)
联合乡，是中华人民共和国吉林省白城市大安市下辖的一个乡镇级行政单位。

## 行政区划
联合乡下辖以下地区：
红旗村、五间房村、曙光村、万福村、二龙山村、联合村、红权村、长发村、安北村、兴业村、小窝棚村和长虹村。